# Karin Struck
Karin Struck (née le 14 mai 1947 à Schlagtow, morte le 6 février 2006 à Munich) est une écrivaine allemande.

## Biographie
Karin Struck est issue d'une famille de paysans qui s'est réfugiée en République fédérale d'Allemagne en 1953 en raison de la collectivisation de l'agriculture en RDA. Son père exerce diverses activités en RFA, notamment dans la métallurgie et dans l’industrie textile. Karin Struck grandit à Schloß Holte-Stukenbrock. En 1966, elle obtient son baccalauréat à Bielefeld. Elle étudie la romanistique, la germanistique et la psychologie à l'université de la Ruhr à Bochum, à l'université rhénane Frédéric-Guillaume de Bonn et à l'université Heinrich Heine de Düsseldorf. Au cours de ses études, elle s'engage dans l'Union socialiste allemande des étudiants. Struck est membre du Parti communiste allemand, mais le quitte pour protester contre le traitement réservé au dissident Alexandre Soljenitsyne par les autorités soviétiques.
Son premier mariage finit en divorce en 1973 alors qu'elle a une relation avec le poète Arnfrid Astel. Elle est de nouveau mariée de 1977 à 1981. Plus tard, elle vit à Gütersloh en mère célibataire avec ses quatre enfants. Traumatisée par son avortement, Struck devient de plus en plus une adversaire de l'avortement. Lors du NDR Talk Show le 3 juillet 1992 sur l'avortement, Karin Struck invective les autres invités, dont la ministre fédérale des Femmes et de la Jeunesse de l'époque, Angela Merkel. Elle quitte l'émission en arrachant son micro et en jetant un verre de vin vers le public. Struck s'était déjà affronté en 1991 lors d'une émission-débat avec le journaliste Geert Müller-Gerbes, à qui elle reprochait notamment de n'avoir aucune idée de son rôle de père. En 1996, elle se convertit au catholicisme et est membre du conseil d'administration du Forum Deutscher Katholiken.
La fille de Struck, née en 1970, est également connue comme écrivaine sous le nom de scène Sarah Ines.
Karin Struck meurt en 2006 après un long cancer.

## Œuvre
En 1973, avec son premier roman Klassenliebe, Karin Struck co-fonde le mouvement littéraire Neue Subjektivität, qui fait du phénomène privé le sismographe d'une société. Elle parle ainsi de sa relation avec Arnfrid Astel.
En 1979, son livre Trennung est adapté en un téléfilm Die Geschichte der Anna Wildermuth réalisé par Peter Beauvais avec Sabine Sinjen dans le rôle-titre ; elle signe alors le scénario. En 1982, Karin Struck refuse à Suhrkamp Verlag le manuscrit de son huitième livre Zwei Frauen, portrait du mouvement pour la paix au début des années 1980, à cause de désaccords et de critiques de l'éditeur Siegfried Unseld. Il sort l'année suivante chez tende-Verlag. Dans les années 1980, Struck rejoint l'édition Albrecht Knaus Verlag, qui publie Finale, Glut und Asche et Bitteres Wasser. Après le départ de l'éditeur Albrecht Knaus au début des années 1990, elle passe chez Paul List Verlag qui sort en 1991 le roman Blaubarts Schatten.
Avec Männertreu, premier volume de Geschichten vom Neuen Mann, et Ingeborg B. – Duell mit dem Spiegelbild, une réflexion sur Ingeborg Bachmann, elle ne peut plus s'appuyer sur ses succès précédents. Dans les dernières années de sa vie passée à Munich, elle s'éloigne de plus en plus de la scène littéraire et tente en vain de trouver un éditeur. Mais elle continue à publier, après sa conversion, notamment dans les médias catholiques. Quelques semaines seulement avant sa mort, elle écrit un essai pour une anthologie de son amie plasticienne Annegret Soltau.

## Distinctions
- 1973 : Prix d'encouragement de la ville de Düsseldorf
- 1974 : Prix de littérature de Rauris pour Klassenliebe
- 1975 : Prix Andreas-Gryphius
- 1991: Prix pour la protection de la vie de la fondation Ja zum Leben